# Microtropis beddomei
Microtropis beddomei är en benvedsväxtart som beskrevs av Merrill och Freeman. Microtropis beddomei ingår i släktet Microtropis och familjen Celastraceae. Inga underarter finns listade.